# Žukovica (Czarnogóra)
Žukovica (cyr. Жуковица) – wieś w Czarnogórze, w gminie Budva. W 2011 roku liczyła 8 mieszkańców.